# Ліонель Плюменай
Ліонель Плюменай (фр. Lionel Plumenail, нар. 22 січня 1967, Бордо, Франція) — французький фехтувальник на рапірах, олімпійський чемпіон (2000 рік), срібний (1996 рік) призер Олімпійських ігор, чемпіон світу.

## Виступи на Олімпіадах
| Олімпіада    | Дисципліна           | Місце |
| ------------ | -------------------- | ----- |
| Атланта 1996 | індивідуальна рапіра | 2     |
| Сідней 2000  | індивідуальна рапіра | 29    |
| Сідней 2000  | командна рапіра      | 1     |